# من البيت للمدرسة (فلم)
من البيت للمدرسة هو فيلم دراما مصري من إخراج أحمد ضياء الدين وبطولة نجلاء فتحي، نور الشريف، رشدي أباظة، محمد رضا وأشرف عبد الغفور.

## نبذه
قصة حب بريئة تنشأ بين طالبة الثانوي سهير وبين المحامي الشاب حسن وتقف الظروف أمام هذا الحب عندما تذهب سهير لحضور حفل عيد ميلاد صديقتها ميرفت يُعجب بها الشاب المستهتر عصام -خال ميرفت- وبعد الحفل تذهب سهير إلى بيتها في وقتٍ متأخر ويطردها زوج أمها المعلم مدبولي لكي يعاقبها ،ولا تجد حلًا إلا العودة إلى بيت ميرفت وهناك تجد عصام وحده بعد انتهاء الحفل ويقوم بالاعتداء عليها.

## طاقم العمل
- نجلاء فتحي بدور سهير
- نور الشريف بدور حسن
- رشدي أباظة بدور محمود
- محمد رضا بدور المعلم مدبولي
- أشرف عبد الغفور بدور عصام

## وصلات خارجية
- مقالات تستعمل روابط فنية بلا صلة مع ويكي بيانات